# Potarita
La potarita es un mineral de la clase de los minerales elementos. Fue descubierta en 1925 en las cataratas Kaieteur del río Potaro,en la región Potaro-Siparuni (Venezuela), siendo nombrada así por este río.

## Características químicas
Es una aleación de paladio y mercurio, lo que se suele llamar una amalgama.
Además de los elementos de su fórmula, suele llevar como impureza cobre.

## Formación y yacimientos
Se encuentra en los placeres de los ríos en forma de pepitas, asociados a minerales del platino, como residuo en los lavaderos de diamantes y pepitas de oro.
Se forma en rocas ultramáficas de tipo cromitita o dunita, 
Suele encontrarse asociado a otros minerales como: platino, paladio, oro nativo, otros compuestos Pd-Hg, pentlandita, calcopirita, pirrotita o millerita.